# Accademia di Romania
Accademia di Romania a Roma (Școala română din Roma) este o instituție științifică și culturală înființată la propunere lui Nicolae Iorga (ca și „sora” ei, École roumaine de Fontenay-aux-Roses, lângă Paris) destinată perfecționării tinerilor licențiați români în domeniile științelor umaniste (filologie clasică și modernă, istorie și arheologie), al artelor plastice și arhitecturii.
Activitatea științifică a Accademiei este coordonată de Academia Română și Ministerul Educației, cea culturală de către Institutul Cultural Român, iar gestiunea este asigurată de Ministerului Afacerilor Externe al României. Academia este unul dintre cele 15 centre culturale ale României în afara granițelor.

## Istoric
Ideea fondării unei „școli românești la Roma” a fost lansată de Vasile Pârvan și Duiliu Zamfirescu, pe la 1914, dar izbucnirea Primului Război Mondial a făcut imposibilă punerea în aplicare a ideii.
După război, în 1920, la presiunea lui Nicolae Iorga și a unui grup de parlamentari, a fost acceptă propunerea de a se întemeia două școli românești în străinătate, una la Paris și cealaltă la Roma. Regulamentul de funcționare a fost aprobat de Consiliul de Miniștri în 1921, Școala română din Roma începându-și în mod oficial activitatea pe 1 noiembrie 1922, sub conducerea lui Vasile Pârvan, într-un local închiriat situat în Via Emilio de’ Cavalieri nr. 11.
În 1921, Primăria Romei a concesionat suprafața de 50.000 de metri pătrați în parcul Valle Giulia, pe Villa Borghese, pe care, cu sprijinul financiar al BNR, a fost ridicată clădirea, după planurile arhitectului Petre Antonescu. La 27 ianuarie 1928 s-a pus piatra fundamentală a noii clădiri din Valle Giulia în prezența lui Nicolae Titulescu, mai târziu în 1932, instituția s-a mutat în noua clădire, care a fost inaugurată oficial la 10 ianuarie 1933. Pe frontispiciul clădirii era înscris:
La etaj, pe placa intitulată „donatori” este înscris un singur nume: Benito Mussolini, conducătorul fascist al Italiei între 1922 și 1943, deși el nu a fost singurul sponsor.
În al Doilea Război Mondial fondul de carte a fost trimis în România, pentru a fi salvat, dar pe drumul de întoarcere s-a înjumătățit. Dacă în 1943 biblioteca avea peste 13000 de volume, într-un articol publicat în revista 22 în anul 1998, profesorul Marian Papahagi declara că la acea dată, din fondul de carte original mai existau doar 2500 de volume.
În timpul războiului, la Roma a rămas un personal redus, format din directorul de la vremea respectivă, Scarlat Lambrino, Sever Pop și Dinu Adameșteanu. Între 1947, când școala a fost închisă, și 1968 clădirea a trecut printr-o fază de abandon. Academia s-a redeschis în 1969 ca Biblioteca Română la Roma.. De atunci funcționează ca un centru cultural.
În 1945 Accademia di Romania a fost unul din membrii fondatori ai Uniunii Internaționale a Institutelor de Arheologie, Istorie si Istoria Artei din Roma. În 2005 a fost reprimită în Uniune și continuă să-și publice Anuarul Ephemeris Dacoromana.

## Statuile din curtea instituției
În curtea Accademiei di Romania a fost dezvelită în 1994 statuia lui Traian, operă a sculptorului Vasile Gorduz, identică cu Statuia împăratului Traian din București.
La 4 aprilie 2011, vis-a-vis de statuia lui Traian a fost dezvelită o statuie reprezentând capul lui Decebal, turnat în bronz de sculptorul ploieștean George Dumitru.

## Membri
De la crearea sa și până în 1947, Accademia găzduia, pentru doi ani, bursieri ai Ministerului Instrucțiunii Publice de la București ce proveneau dintre cei mai buni licentiați ai universităților din București, Cluj, Iași și Cernăuți (pentru această universitate doar până în 1940). Pe perioada șederii la Roma bursierii dispuneau de facilități de studiu (acces gratuit la biblioteci, muzee) și aveau obligația de a realiza două lucrări. La încheierea sejurului de doi ani Accademia nu elibera o diplomă, rezidenții având însă dreptul de a purta titlul de „fost elev al Școlii Române din Roma”.
Printre membrii Școlii Române din Roma se numără: Dimitrie Găzdaru, Vasile Christescu, Virgil Vătășianu, Mihai Berza, Grigore Ionescu, Mihail Macrea, Mac Constantinescu, Emil Condurachi, Nicolae Cucu, Dionisie M. Pippidi, Ana Tzigara-Berza, Traian Chelariu, Céline Emilian Marcovici, Zoe Băicoianu, Ion Lucian Murnu, Dinu Adameșteanu, Eugen Drăguțescu, Ștefan Pascu.

## Directorii instituției
- 1922 - 1927 - Vasile Pârvan, primul director[5]
- 1927 - 1929 - George G. Mateescu
- 1929 - 1940 - Emil Panaitescu
- 1 noiembrie 1940 - 31 martie 1941 - Dimitrie Găzdaru[10]
- 1941 - 1947 - Scarlat Lambrino

După proclamarea Republicii Populare Române, ca „Biblioteca Română de la Roma”
- 1981 - 1990 - Academician Alexandru Balaci

După Revoluția Română din 1989
- 1991 - 1997 - Academician Zoe Dumitrescu-Bușulenga
- 1998 - 1999 - Marian Papahagi[11]
- 2001 - 2008 - Dan Eugen Pineta
- 2008 - 2016 - Mihai Bărbulescu[12]
- 2018 - prezent - Prof. univ. dr. Rudolf Dinu [13]

## Publicații
Ephemeris Dacoromana, publicat de la înființare, este anuarul școlii, în el publicându-se lucrările realizate de membri școlii pe perioada șederii la Roma.
Diplomatarium Italicum, publicat începând cu 1925, prezenta colecții de documente păstrate în bibliotecile și din arhivele italiene privind istoria și cultura românilor.